# Kalta Minor

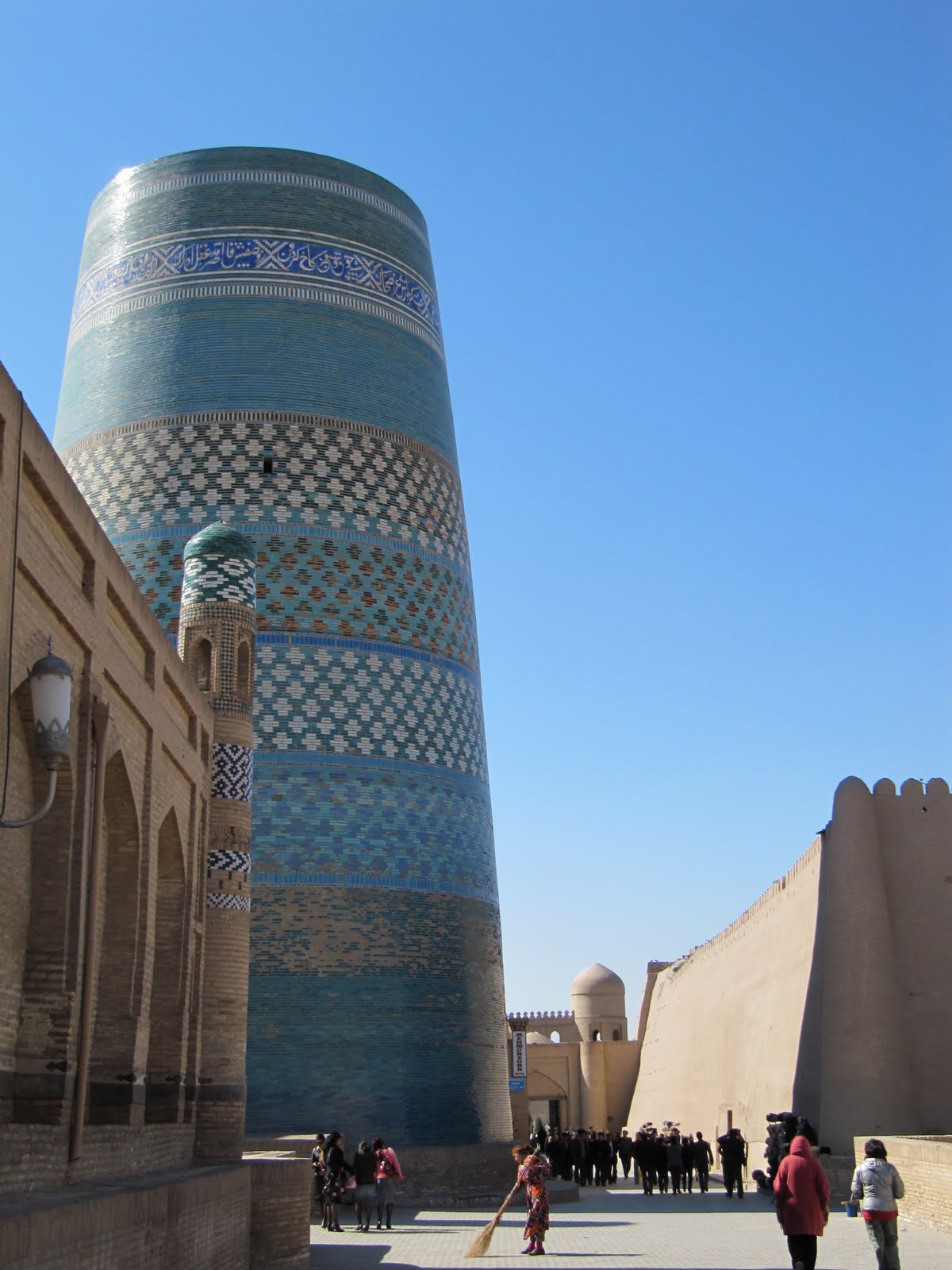
Kalta Minor neben der Stadtmauer Chiwas; Navroʻz 2010

Kalta Minor ist ein auffälliger Turm in Ichan Qalʼа, der historischen Altstadt von Chiwa in Usbekistan. Der Turm ist ein unvollendetes Minarett, woraus sich auch der Name ableitet, der etwa „kleines Minarett“ oder „kurzes Minarett“ bedeuten soll. Er steht vor der Medrese Muhammad Amin Khan und ist Teil des UNESCO-Welterbes.

## Bauwerk
Kalta Minor ist mit auffälligen, glasierten blauen Keramikfliesen (Majoliken) verziert. Er wird als Wahrzeichen der Stadt betrachtet. Kalta Minor hat einen unteren Durchmesser von 14,2 Metern und ist 26 oder 29 Meter hoch. Geplant war eine vollendete Höhe zwischen 70 und 80 Metern. Es sollte das größte Minarett in der islamischen Welt werden. Der Bau wurde 1850 begonnen. Nachdem der Herrscher des Khanats Chiwa, der Khan Muhammad Amin, der den Auftrag für den Bau erteilt hatte, 1855 in einer Schlacht getötet wurde, brach man den Weiterbau unvollendet ab. Einer Legende entsprechend wurde der Bau abgebrochen, da der Herrscher des Emirats Buchara den Bau eines noch höheren Minaretts als Kalta Minor geplant haben sollte. 
Kalta Minor ist seit 1990 Teil des UNESCO-Weltkulturerbes Itchan-Kala. In Chiwa befinden sich fünf Minarette auf einer Ost-West-Achse, der sogenannten Sonnenlinie, im Abstand von etwa 200 Metern. Kalta Minor ist von Westen das zweite der Minarette. Westlich stehen das Minarett des Shah-Kalandar-Bobo-Komplexes, östlich das Minarett der Dschuma-Moschee, das Minarett der Said-Bei-Moschee und das Minarett Palwan Kari.